# Julien Uyttendaele
Julien Uyttendaele (Anderlecht, 4 maggio 1991) è un politico e avvocato belga, membro del Partito Socialista e senatore dal 2019.

## Biografia
È figlio dell'esperto costituzionalista Marc Uyttendaele e figliastro del leader del Partito Socialista Laurette Onkelinx.
Uyttendaele ha conseguito un master in giurisprudenza e scienze economiche presso l'Université libre de Bruxelles (ULB) ed è un avvocato professionista. Nel 2014 è stato anche assistente presso l'ULB per un breve periodo.

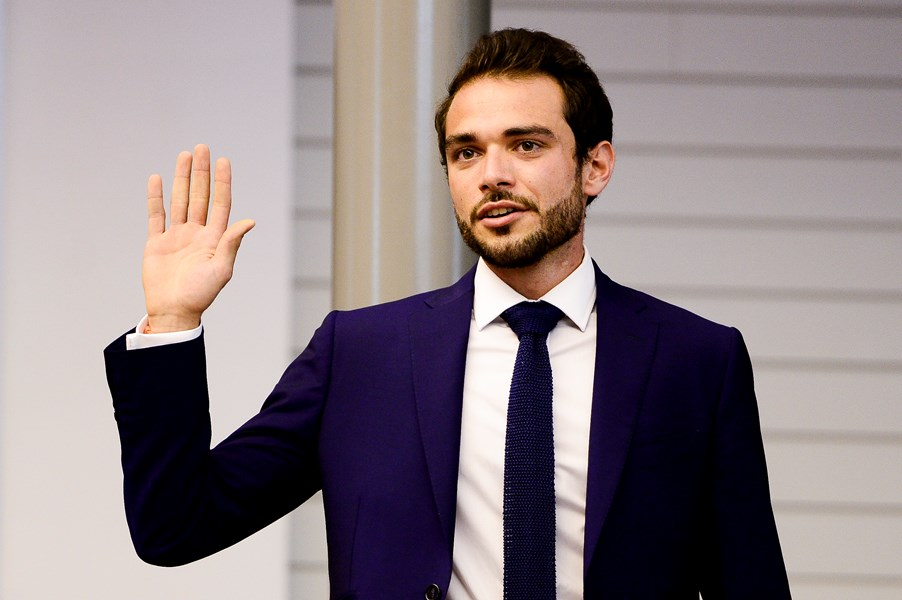
Julien Uyttendaele nel 2014

Anche Uyttendaele si è unito al PS ed è diventato consigliere CPAS per questo partito nel 2012 a Sint-Lambrechts-Woluwe, carica che ha ricoperto fino al 2016. È stato anche membro del Parlamento della Regione di Bruxelles-Capitale dal 2014, succedendo a Fadila Laanan. È stato rieletto nelle elezioni del 2019. Nel 2019, fu candidato al Senato dal suo partito come senatore di Stato.